# Christians kirke

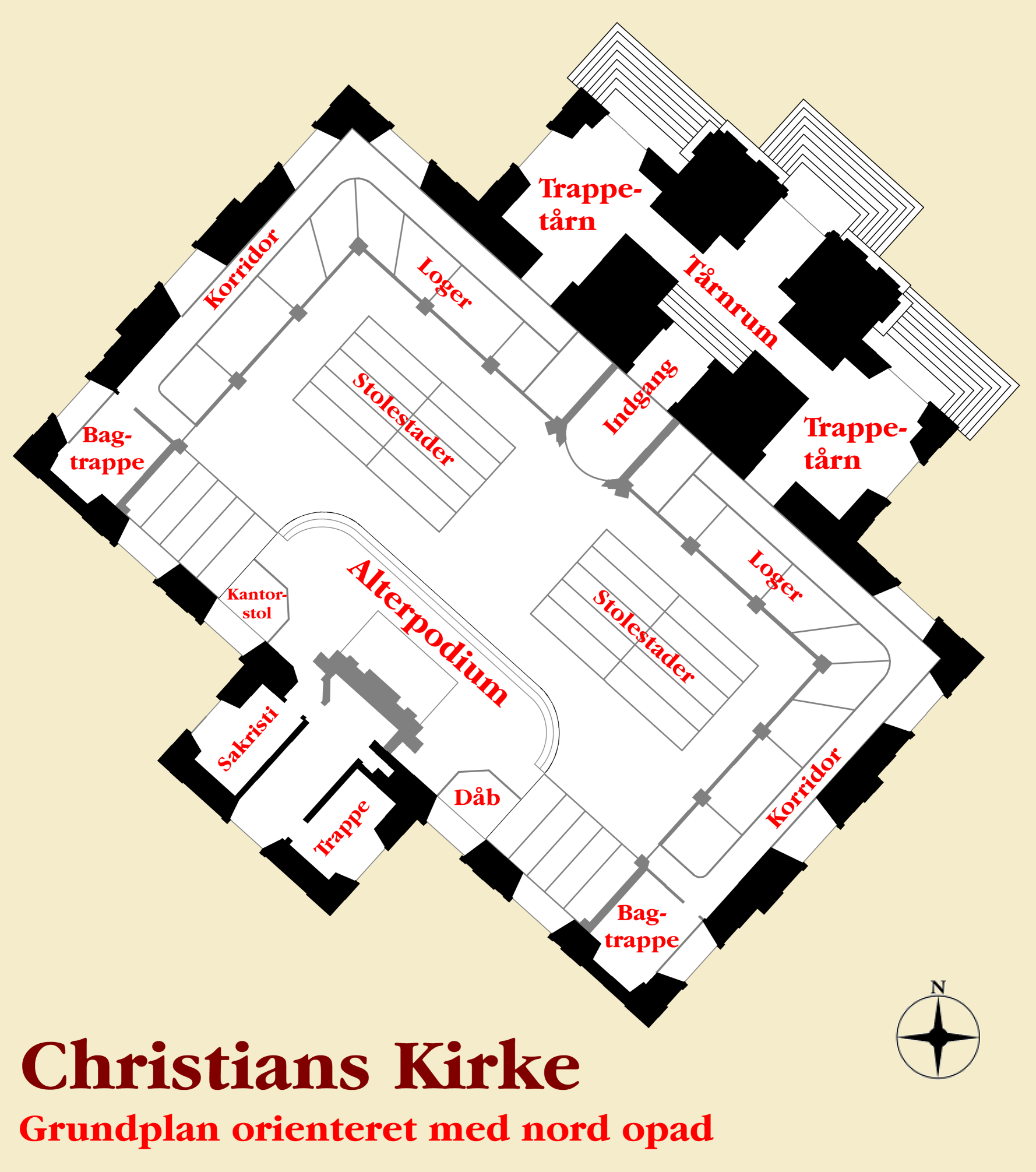
Planritning över kyrkan

Christians kirke (ursprungligen Frederiks tyske kirke) är en kyrka som ligger i Christianshavn i Köpenhamn, Danmark. 
Den ritades i rokokostil av den inflytelserika danske arktitekten Nicolai Eigtved och uppfördes 1755-1759 under ledning av Eigtveds svärson, arkitekten Georg David Anthon, efter att Eigtved avlidit 1754. Kyrkan är utformad som ett rektangulärt block med ett torn mitt för den ena långsidan. Den sjuttio meter höga spiran i engelsk stil ritades av Anthon och restes 1769.